# Kołoniec
Kołoniec – wieś w Polsce położona w województwie świętokrzyskim, w powiecie koneckim, w gminie Ruda Maleniecka.
W latach 1975–1998 miejscowość administracyjnie należała do województwa kieleckiego.
Wierni Kościoła rzymskokatolickiego należą do parafii Świętej Trójcy w Fałkowie.

## Historia
Kołoniec - dawna miejscowość przemysłowa, wchodząca w skład Staropolskiego Zagłębia Przemysłowego
Pierwsze wzmianki dotyczące Kołońca pochodzą z roku 1510. Miejscowość ta jako kuźnica żelazna nosiła wtedy nazwę "Niewola". W 1784 pracujący tu wielki piec dostarczał surówkę między innymi na potrzeby zakładów w Maleńcu.

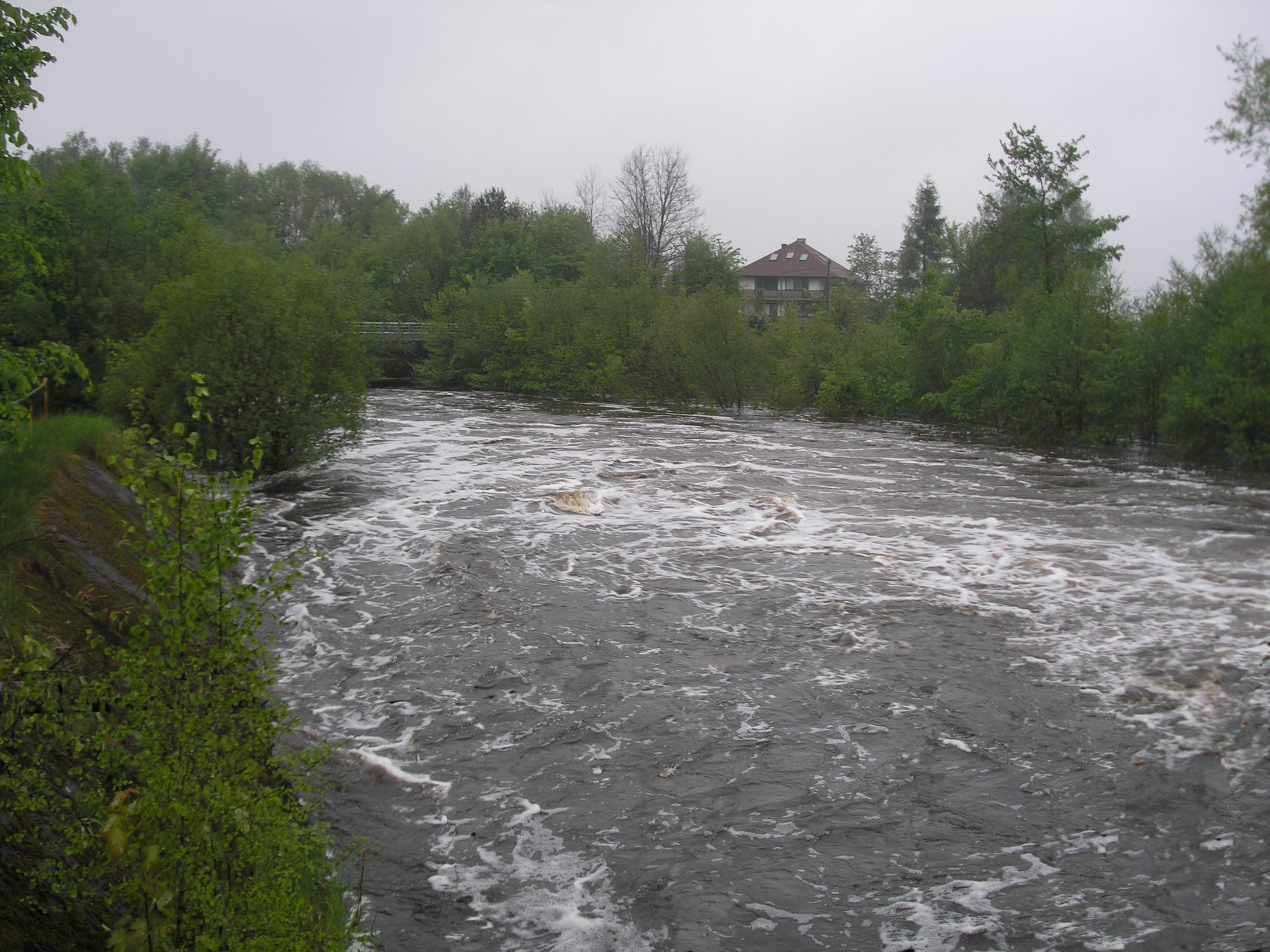
Kołoniec maj 2010. Wezbrana Czarna

W 1819 roku hrabia Ignacy Stadnicki - właściciel okolicznych dóbr wydzierżawił Michałowi Mazarkowi folwark Starzechowice i wieś Kołoniec ze wszystkimi gruntami i użytkami. Na mocy umowy zezwolił też na budowę fryzowni lub toporni w miejscu dawnego foluszu. 
W owym czasie fałkowski kompleks przemysłowy składał się z wielkiego pieca w Skórnicach, 2 fryszerek w Kołońcu, 2 w Starzechowicach i 1 w Rudce koło Sułkowa.
W 1827 r. w Kołońcu znajdowało się 18 domów, a wieś liczyła 185 mieszkańców. 
W 1833 roku Franciszek Jakubowski nabył od hrabiny Ksawery Stadnickiej dobra fałkowskie wraz z Kołońcem i z prawem wydobywania rudy żelaza w obrębie wsi Pląskowice. Jakubowski wzniósł w Kołońcu nowy wielki piec i pudlingarnię. Oprócz miejscowego zakładu własność Jakubowskiego stanowiły też wielkie piece w Skórnicach, Starzechowicach i Rudce. Ponadto wymieniona produkcja wspierana była przez wielki piec i fryszerkę w Pląskowicach - dzierżawione od rządu. Franciszek Jakubowski był też najprawdopodobniej założycielem osiedla fabrycznego nieopodal Kołońca we Franciszkowie (pierwotna nazwa tej miejscowości to Franciszek), gdzie powstały zakłady fryszerskie napędzane wodami rzeki Czarnej. 
W 1838 roku pracowały w Kołońcu 4 kuźnice produkujące łącznie 3200 cetnarów surówki oraz wielki piec wybudowany około 1850 r., który pracował z przerwami do roku 1899. Osiągnął on maksymalną produkcję 770 ton surówki w 1890 roku.
Wykaz zakładów przemysłu żelaznego z 1870 roku wymienia zakład w Kołońcu poruszany energią wodną, zatrudniający 26 robotników i dający roczną produkcję o wartości 36 000 rubli. Inny wymienia w 1879 roku walcownię w Kołońcu o produkcji 75 935 pudów żelaza o wartości 72 897 rubli zatrudniającą 32 robotników, stanowiącą własność braci Jakubowskich. 
Według opisu z 1897 r. czynny był w Kołońcu wielki piec, gdzie pracowało 15 robotników oraz walcownia z 16 robotnikami. Oba zakłady stanowiły własność Kazimierza Jakubowskiego. Pomimo rozwiniętego przemysłu sama wieś rozwijała się powoli na, co prawdopodobnie wpłynęło wybudowanie fabrycznego osiedla nie na miejscu, lecz w pobliskim Franciszkowie. 
W 1870 r. Kołoniec zajmował obszar 554 mórg, znajdowały się tu 33 domy i 185 mieszkańców.

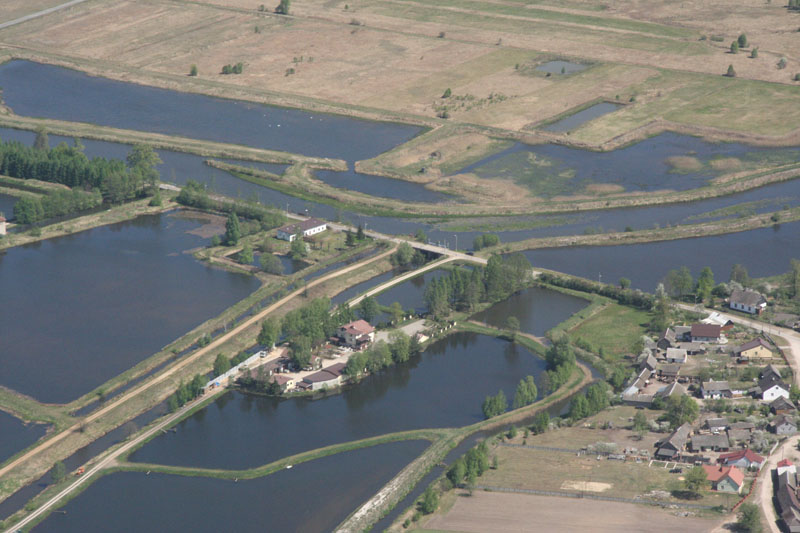
Kołoniec; stawy hodowlane i rzeka Czarna Konecka

W 1895 roku Władysław Stanisław Reymont brał udział w chłopskiej pielgrzymce na Jasną Górę z okazji setnej rocznicy insurekcji kościuszkowskiej.
W swym utworze z wczesnego okresu twórczości, pt. "Pielgrzymka do Jasnej Góry", umieścił opis Kołońca i jego okolic:
(...) Koło Kołońca kraj jeszcze dzikszy, góry tylko zamykają horyzont, mało pól uprawnych, tylko lasy, zarośla, topiele i łąki niskie, pełne łozin i olch, a coraz to wody wielkie, stare szyby górnicze, zapadłe i zatopione, drogi wysypane szlaką ostrą jak szkło.(..) Odpoczywamy w Kołońcu, górniczej osadzie. Z trzech pieców czynny tylko jeden, przetapiający rudę na surowiec. Oglądaliśmy dzięki uprzejmości zarządzającego całą tę manipulację. Wytapiają tylko 100 centnarów surowca na dobę i rudę kupują, bo jak objaśniono, wygodniej ją kupić i taniej wychodzi płacąc po 20 kopiejek za centnar, niż kopać na gruntach własnych, pomimo że jest lepsza i o większej wydajności surowca. Te zabudowania i piece są jak wyspy na wielkiej przestrzeni wód, trzęsawisk i lasów. Ziemia wszędzie czarna i wszystko, nawet ludzie i rośliny są jakby przesyceni rdzą i tym pyłem ze szlaki.(..)

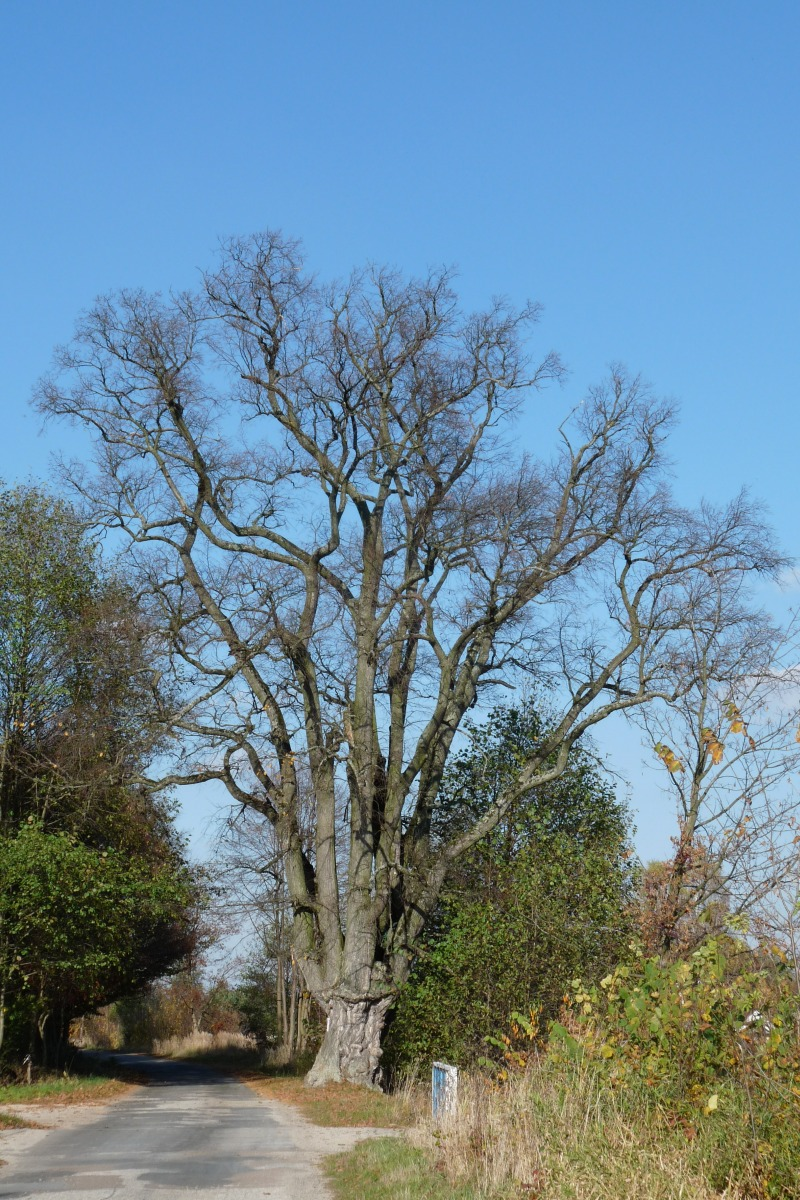
Wiąz w Kołońcu przy kanale prowadzącym do dawnego młyna

Okres świetności kołonieckich zakładów przypadł na lata 1836–1846. W późniejszym okresie miejscowe zakłady borykały się z trudnościami surowcowymi. Hieronim Łabęcki - pracownik Komisji Rządowej, specjalista z zakresu górnictwa i hutnictwa w 1841 r. odnotował, że brakuje własnych lasów na potrzeby huty i właściciel musi dokupować drewna.
Przełom XIX i XX w. okazał się niefortunny dla zakładów w Kołońcu. Na skutek zmiany technologii wytwarzania surówki wielkopiecowej produkcja oparta na starych metodach stała się mało opłacalna i zakłady kołonieckie podobnie jak i inne zakłady Zagłębia Staropolskiego stopniowo zaczęły upadać. W niedługim czasie zakłady we Franciszkowie zostały zamknięte, a na rzece w ich okolicy powstała zapora spiętrzająca wodę. Posłużyła ona do zaopatrzenia w wodę nowo powstałych stawów rybnych. Wraz z likwidacją miejscowego przemysłu drastycznie pogorszyła się sytuacja mieszkańców. Osiedle fabryczne we Franciszkowie położone pomiędzy dwoma odgałęzieniami rzeki Czarnej uległo likwidacji, a jego mieszkańcy zostali przeniesieni do Kołońca. Wtedy to przesiedleńcom jako rekompensatę nadano skrawki ziemi w obrębie Kołońca tak zwane Franciszkowskie.
Ostatnim z pozostawionych zabudowań Franciszkowa była gajówka wraz z budynkami gospodarczymi. Zostały one spalone przez Niemców jesienią 1944 r., stanowiły, bowiem schronienie dla partyzantów. 
Opis z roku 1907 wymienia w Kołońcu tylko młyn wodny. Wieś w tym czasie posiadała 71 drewnianych budynków oraz 276 mieszkańców. 
W 1925 roku w Kołońcu funkcjonowała fabryka żelaza dłużnego i młyn wodny-własność Józefa Dobrzańskiego.

## I wojna światowa
W czasie I wojny światowej Kołoniec znalazł się na zapleczu frontu. Jesienią 1914 r. i wiosną 1915 r. na zachód od Fałkowa rozciągały się linie okopów, gdzie zmagały się w walkach armie rosyjska i austro-węgierska. Pobyt żołnierzy armii carskiej w Kołońcu zapisał się w pamięci mieszkańców. Szczególnie zaciekawienie budziły długie szynele żołnierzy i noszone na głowach papachy. 
Do Kołońca i Starzechowic wysiedlono mieszkańców zrujnowanego przez działania wojenne Fałkowa. Z powodu zniszczenia przez artylerię fałkowskiego kościoła funkcję parafii przejął na pewien czas kościół w Żarnowie.
Pod koniec 1914 r., oddziały niemieckie zajęły Piotrków i zepchnęły oddziały armii carskiej w kierunku Przedborza. W dniach 17-19 grudnia przez Kołoniec – Maleniec, na nowe pozycje nad Pilicą wycofywały się oddziały armii carskiej spod Przedborza. Przemieszczał się tędy między innymi I – szy szwadron Lejb-Gwardyjskiego Pułku Ułanów, który wchodził w skład 2-giej Gwardyjskiej Dywizji Kawaleryjskiej. Żołnierzem, ochotnikiem, który służył w I szwadronie był poeta Nikołaj Gumilow – mąż znanej rosyjskiej poetki Anny Achmatowej. W swoich „Zapiskach kawalerzysty”, prowadzonych w formie pamiętnika opisywał nie tylko przeżycia wojenne, ale również spotykanych ludzi. Zachwycał się też pięknem przyrody południowej Polski.

## II Wojna Światowa
We wrześniu 1939 r. z Przedborza na Końskie w pierwszym rzucie nacierała 1 dywizja lekka Wehrmachtu wyposażona w ok. 150 czołgów. Na linii rzeki Czarnej zajęła pozycje obronne 36 dywizja piechoty rez. Od rana 6 września 1939 r. pojawiły się w Kołońcu patrole polskich żołnierzy ze 163 pułku piechoty rez. Wtedy to zaminowany został most i około południa wysadzony. Miało to utrudnić zmotoryzowanym oddziałom niemieckim dalszy ruch w kierunku Maleńca, gdzie znajdowało się prawe skrzydło obrony 36 DP rez. Pozycje obronne nad Czarną w Maleńcu zajęła 6 kompania ze 163 pułku piechoty rez. Pod dowództwem por. Zbigniewa Horoszkiewicza. 
Pojazdy 1 dywizji lekkiej Wehrmachtu nadciągającej z kierunku Fałkowa, pojawiły się w Kołońcu w okolicy zniszczonej przeprawy i, po przeprowadzeniu rozpoznania zawróciły, dołączając do sił głównych, kierujących się w stronę Rudy Malenieckiej. 
Po zakończeniu bitwy pod Rudą Maleniecką i Kazanowem do Kołońca wkroczył oddział niemiecki. Przybył on drogą ze Zbójna i ulokował się nad rzeką niedaleko szkoły, po wschodniej stronie drogi. Według relacji mieszkańców nie był to oddział pierwszo liniowy, gdyż składał się on w większości z rezerwistów. Po, około 6 tygodniach żołnierze Wehrmachtu opuścili wieś.
Podczas okupacji w Kołońcu i okolicznych miejscowościach działały różne zgrupowania partyzanckie. Były to między innymi oddziały AK oraz oddziały AL. 

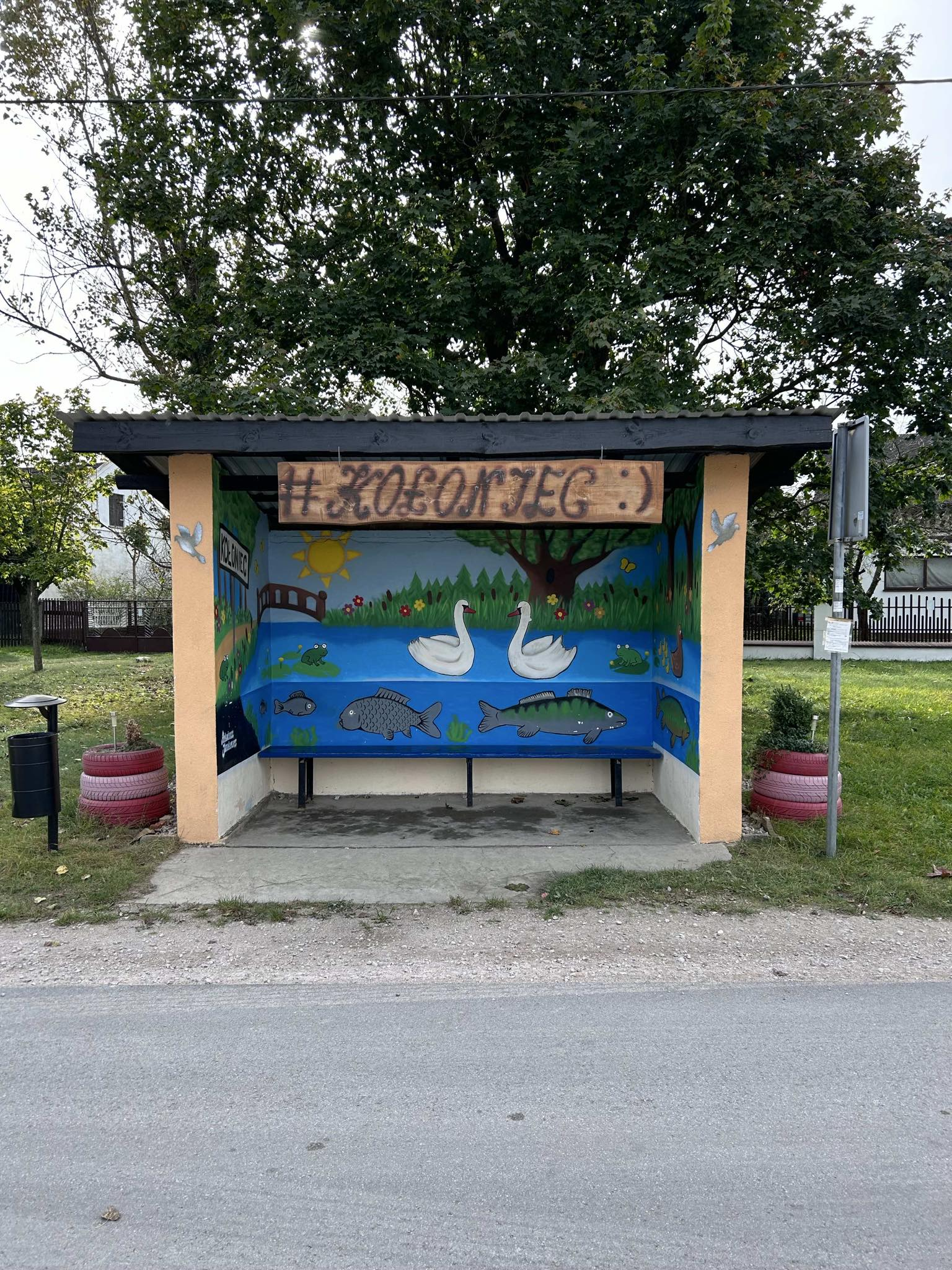
Przystanek autobusowy w miejscowości Kołoniec

Jednym z ostatnich akordów kończącej się wojny były wydarzenia związane z ofensywą armii czerwonej w styczniu 1945 r. Po bitwie pod Ruskim Brodem liczne oddziały niemieckie wyrwawszy się z okrążenia kierowały się głównie na Żarnów-Paradyż, a następnie próbowały sforsować Pilicę. Jeden z takich oddziałów dotarł do Kołońca. Dokładnie nie wiadomo jak był liczny. Kolumna pojazdów dotarła bocznymi drogami z okolic Żarnowa. Jednym z pojazdów był transporter amunicyjny, kołowo gąsienicowy typu Sd Kfz. 250. Załoga pojazdu chcąc pozbyć się zbędnego balastu wyładowała zapas pocisków artyleryjskich w pobliskim Adamowie, a następnie skierowała się leśną drogą do Kołońca w celu przekroczenia rzeki. Jednak podmokły teren i słabo zamarznięta woda nie pozwoliły na realizację zamiarów Niemców. Kilka pojazdów ugrzęzło w pobliżu rzeki. Unieruchomione pozostały między innymi transporter i motocykl z wózkiem bocznym Zündapp KS 750 o numerze rejestracyjnym WH-1578 370. Z numerów poczty polowej umieszczonych w dokumentach motocykla wynikało, że pojazd należał do oddziału żandarmerii polowej 45 dywizji grenadierów. 
Ludność okolicznych miejscowości natychmiast przystąpiła do penetracji i szabrowania pojazdów. Jeszcze w latach 70. można było spotkać w okolicznych wsiach łuski pocisków dużego kalibru, ogniwa gąsienic oraz inne elementy wyposażenia.

## Kołoniec obecnie
Pozostałości dawnego zakładu i wielkiego pieca obecnie już nie istnieją. Zostały one wyburzone w latach 70 XX w., kiedy to powstawało w Kołońcu pierwsze gospodarstwo rybackie. W miejscu zabytkowych budynków fabrycznych znajduje się obecnie staw hodowlany. Jedynym zachowanym obiektem jest hala walcowni, pełniąca następnie funkcję pomieszczenia socjalnego-umywalni, przez starszych mieszkańców Kołońca nazywana łaźnią. Obecnie mieści się tu remiza strażacka. Kołoniec obecnie słynie z produkcji materiału zarybieniowego, głównie ryb drapieżnych dla wód otwartych w całej Polsce. Znajdujące się w Kołońcu atrakcje turystyczne to m.in. rzeka Czarna, malownicze stawy hodowlane oraz okoliczne lasy. 

## Galeria

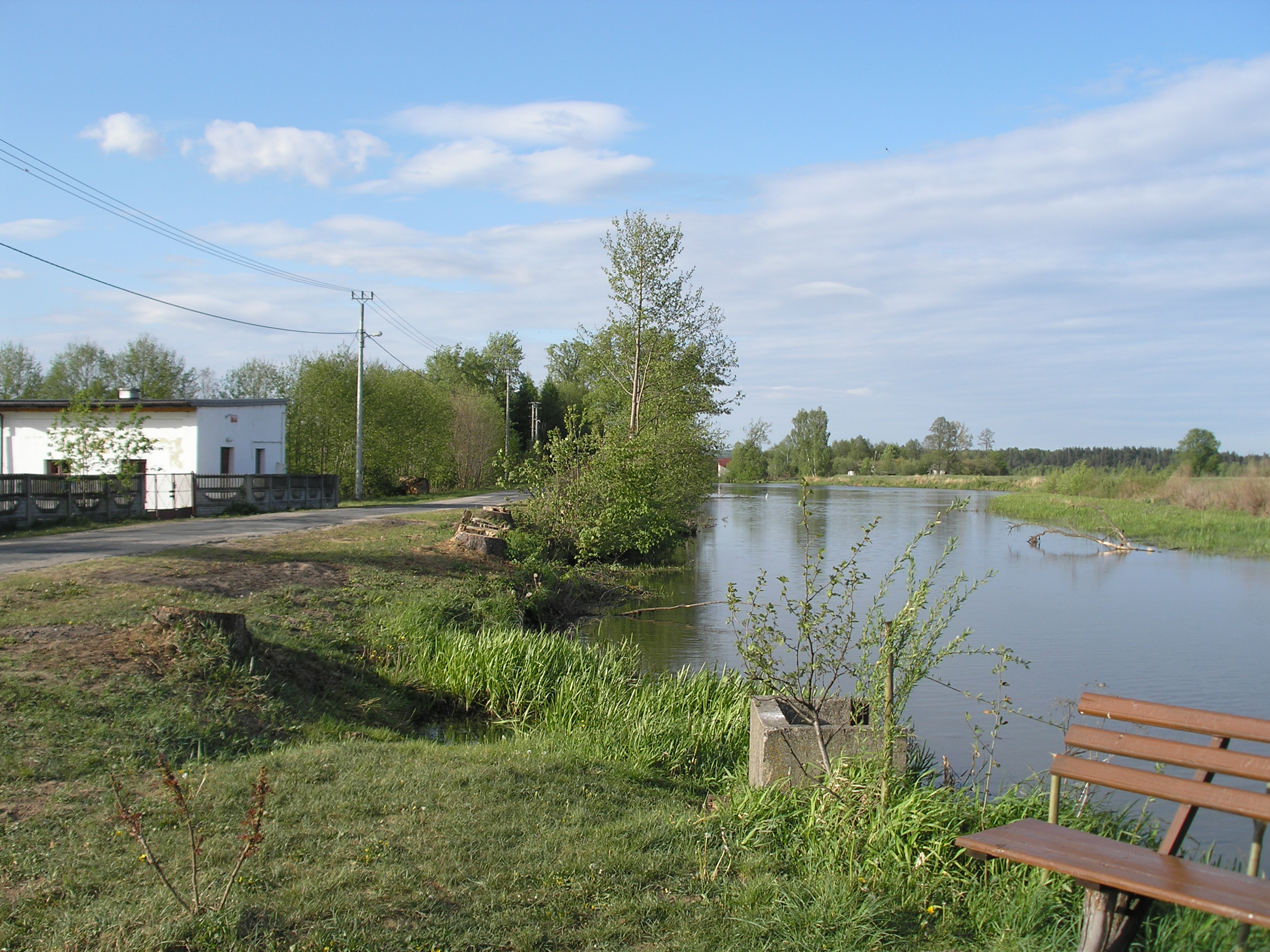
Dawny park w Kołońcu.
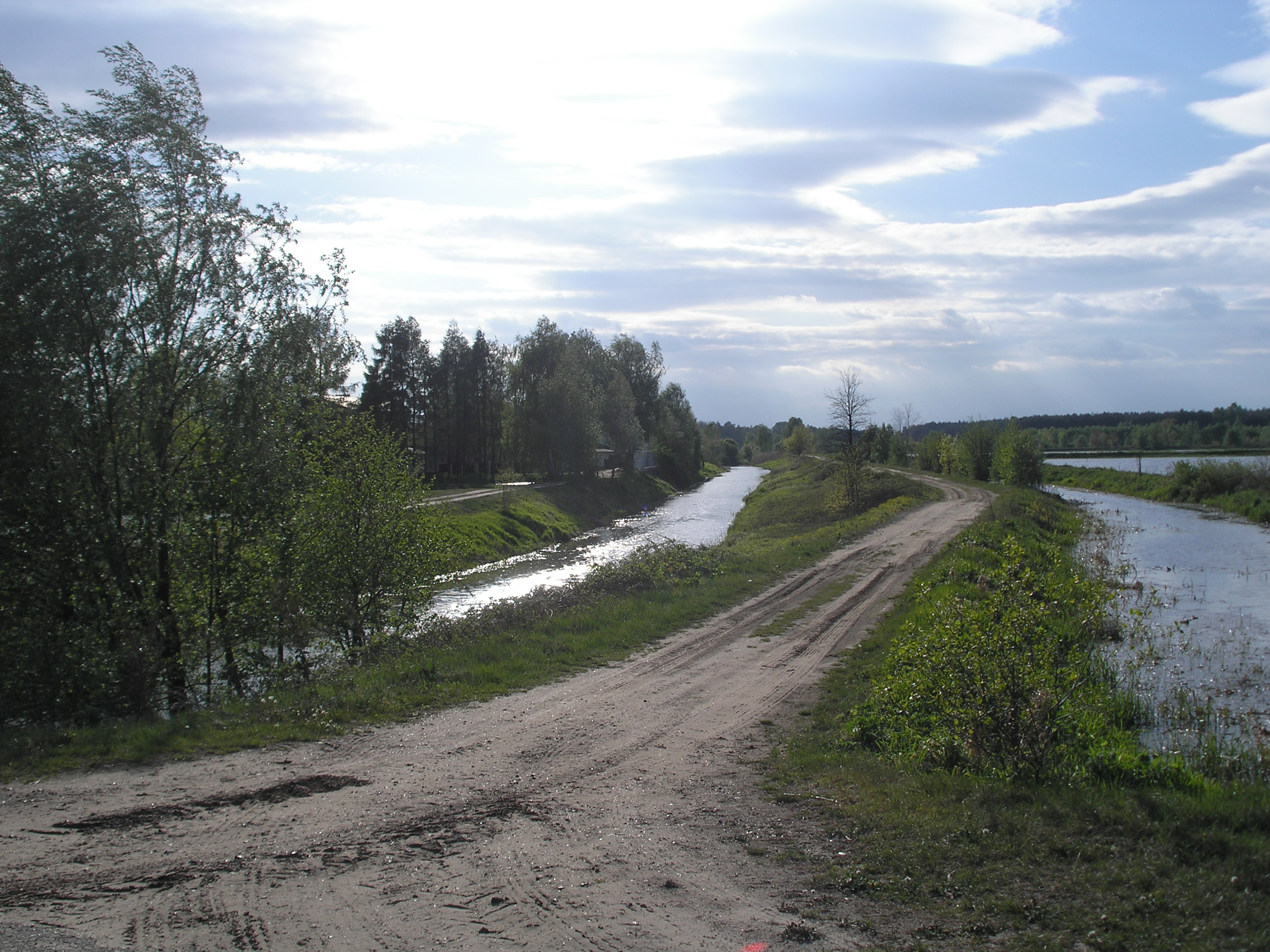
Droga w kierunku dawnego Franciszkowa.
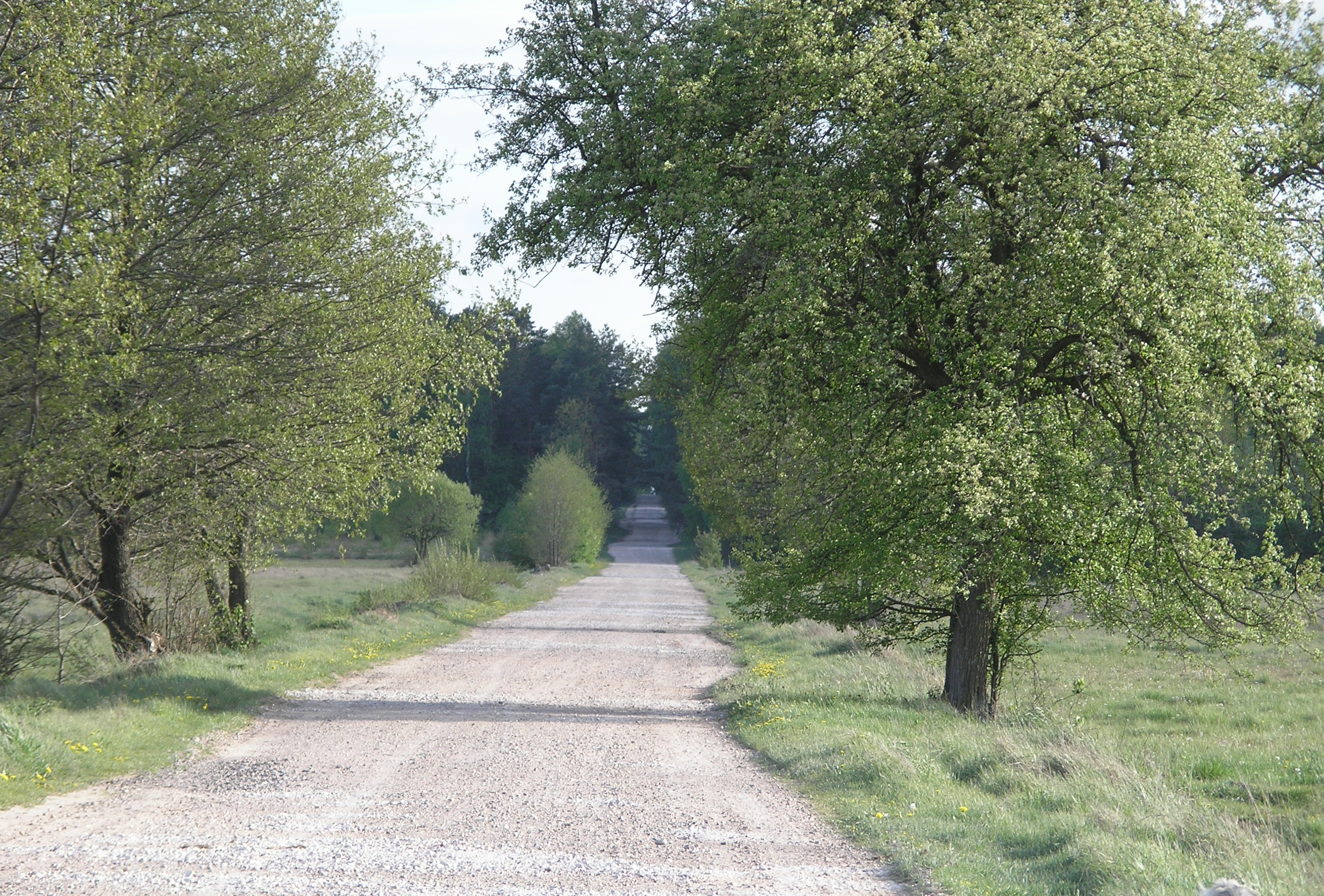
Droga do Zbójna.
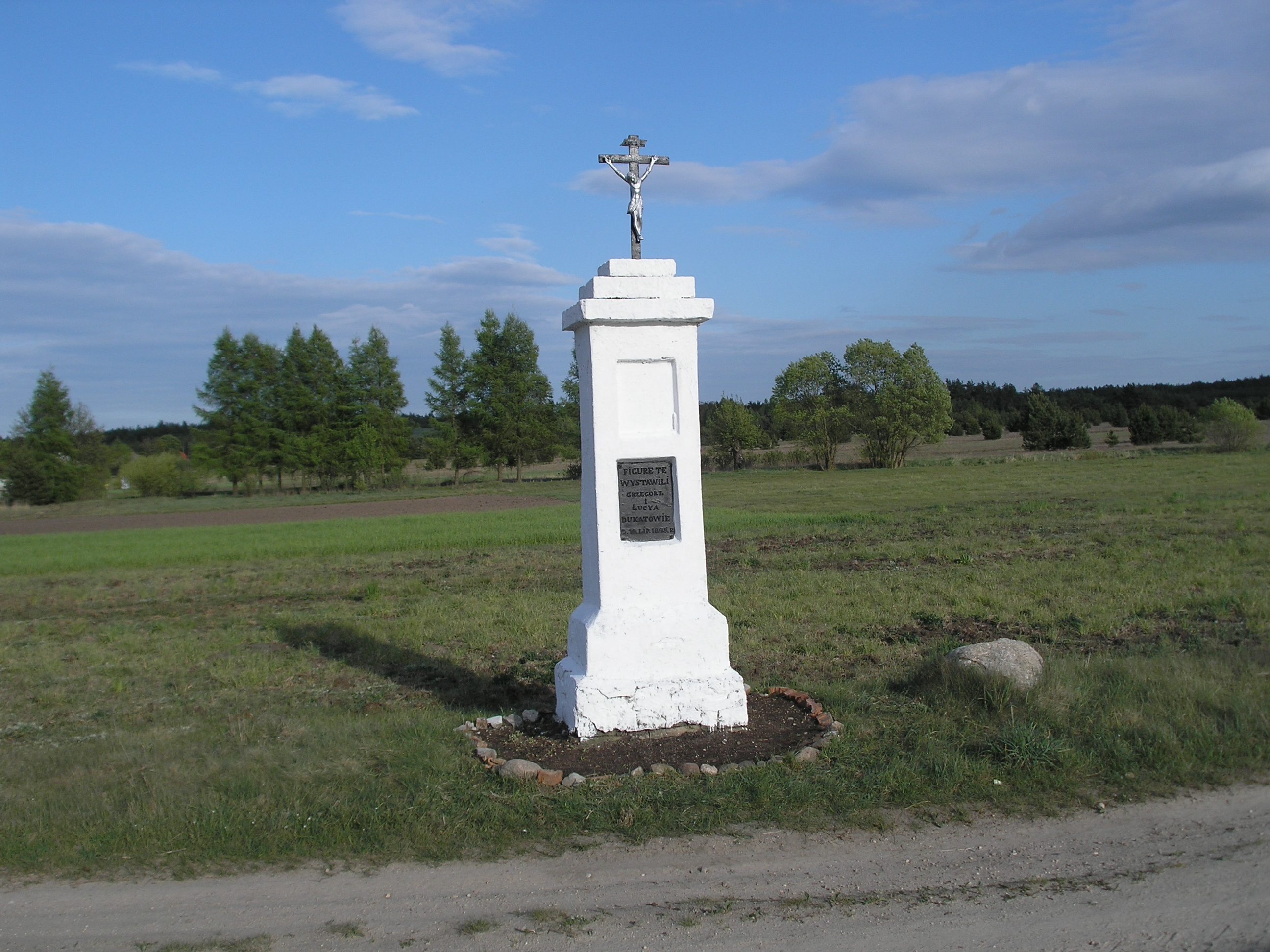
Figura przy drodze do Zbójna (1845 r.)
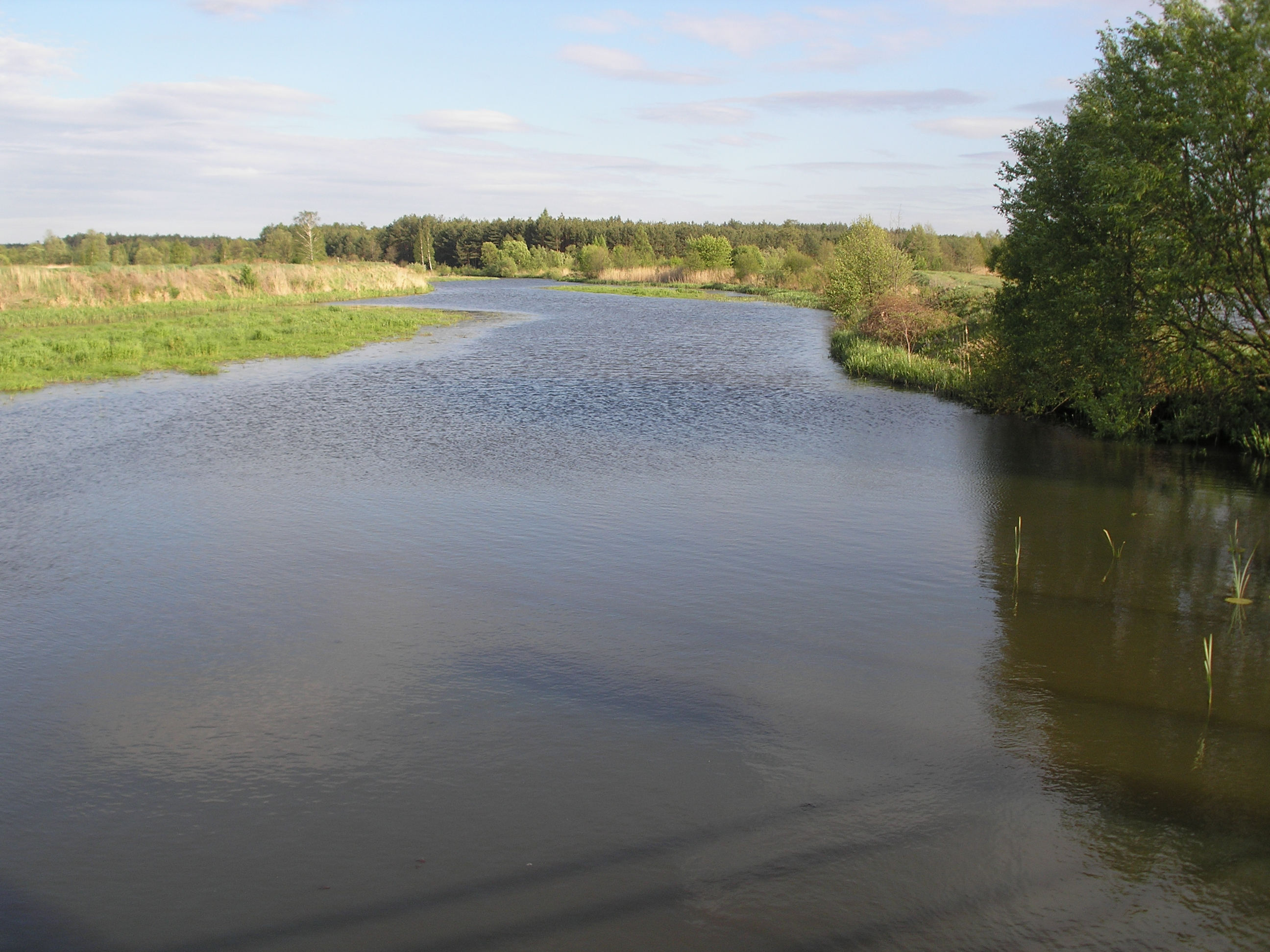
Rzeka Czarna